# 42가

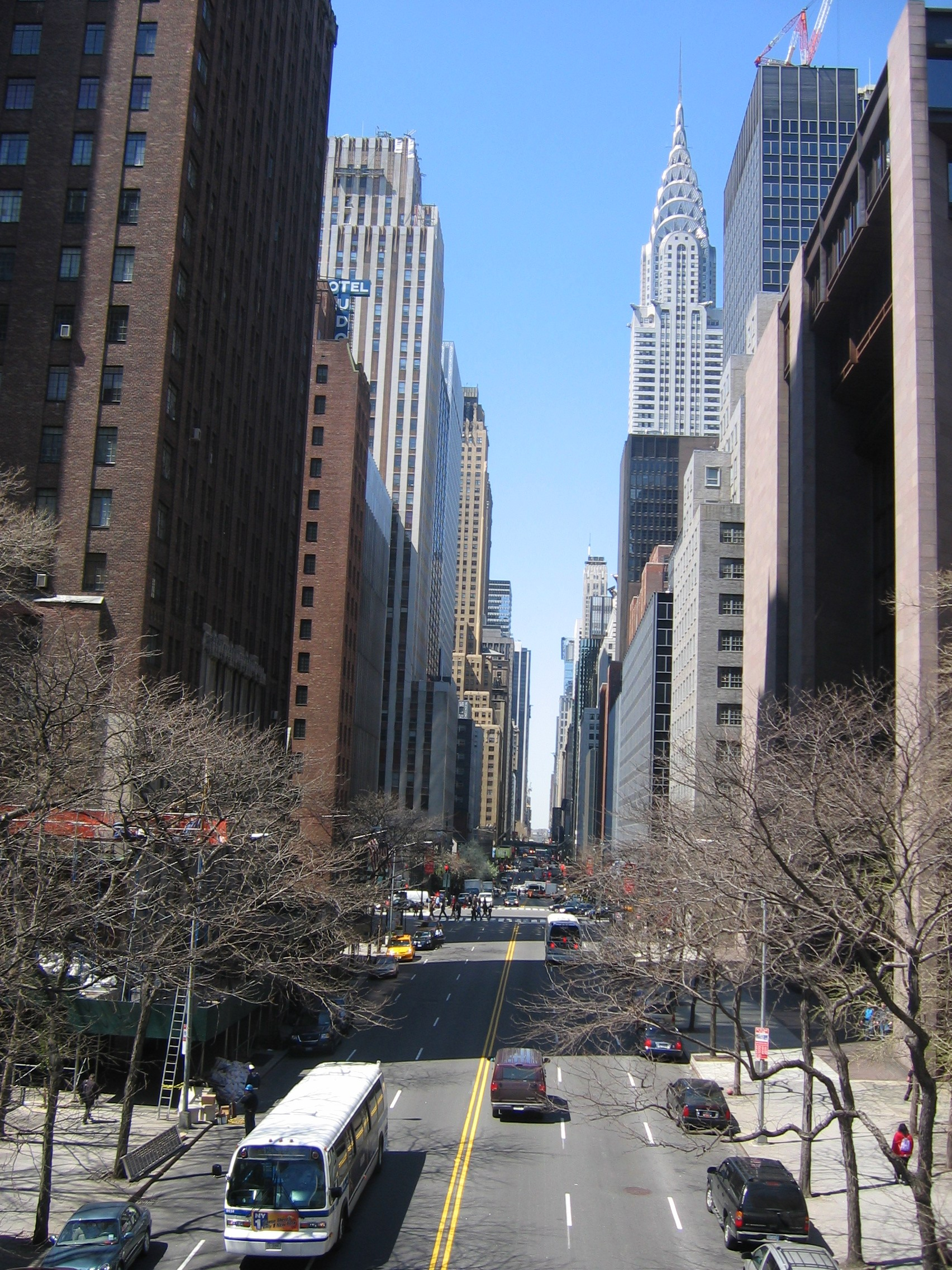
1번가에서 본 4번가

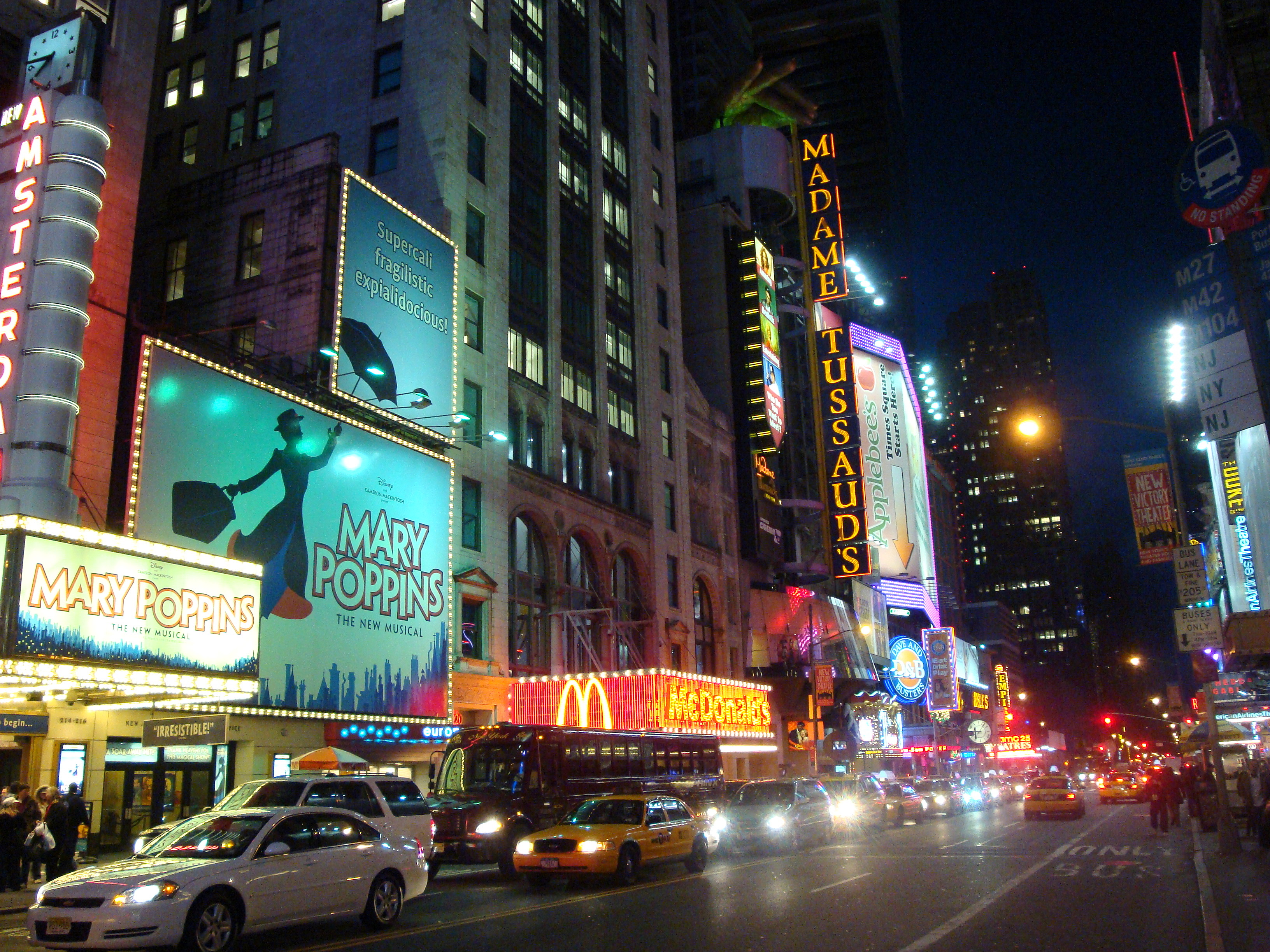
일루미네이션으로 장식된 42번가의 건축물들

42가(영어: 42nd Street 포티세컨드 스트리트[*])는 뉴욕 맨해튼을 동서로 횡단하는 거리로, 뉴욕의 가운데 주요 거리 중 하나이다. 브로드웨이의 타임스 스퀘어의 교차로로, 차도는 양방향 통행이다. 미드타운 맨해튼의 중심부를 지나 길가에는 많은 유명한 건물과 장소가 있다. 미드타운의 지리를 파악하려면 이 거리를 기준의 하나로 하면 위치 관계를 알기 쉽다. 총 연장은 2.0 km이다.

## 유명한 건물과 장소
동쪽에서 서쪽을 향해 차례로 열거
- 유엔 본부 건물 (1번가)
- 튜더 시티 (1번가)
- 포드 재단 (Ford Foundation) (1번가와 2번가 사이)
- 뉴스 빌딩 (2번가)
- 크라이슬러 빌딩 (렉싱턴 거리)
- 채닌 빌딩 (렉싱턴 거리)
- 퍼싱 스퀘어 빌딩 (파크 거리)
- 그랜드 센트럴 역 (파크 거리)
- 뉴욕 공공 도서관 (5번가)
- W. R. 그레이스 빌딩 (5번가와 6번가 사이)
- 뉴욕 주립 대학교 옵토메트리 센터 (University Optometric Center) (5번가와 6번가 사이)
- 브라이언트 공원 (6번가)
- 뱅크 오브 아메리카 타워 (6번가)
- 부시 타워 (6번가와 7번가 사이)
- 타임스 스퀘어 (7번가와 브로드웨이)
- 포트 오소리티 버스 터미널 (8번가)
- 서클 라인 관광선 승강장 (12번가)

## 같이 보기
- 타임스 스퀘어